# Capella de la Verge del Vinyet
La Mare de Déu del Vinyet és una capella d'origen romànic, però en etapes posteriors ha estat molt modificada És al costat de la masia de Cal Noia, a prop de les Cases Noves de la Riera al terme municipal de Castellví de la Marca (Alt Penedès). Catalogada a l'Inventari del Patrimoni Arquitectònic de Catalunya, la capella del Vinyet és una construcció d'una sola nau, coberta amb volta de canó. Té arcs torals amb impostes i un arc triomfal. La capçalera és quadrada. La part exterior ha experimentat diverses modificacions. Presenta portal d'accés d'arc rebaixat, adovellat. Hi ha un petit campanar d'espadanya, i la coberta és a dos vessants, de teula àrab.